# Megacrania obscurus
Megacrania obscurus är en insektsart som beskrevs av Hsiung 2007. Megacrania obscurus ingår i släktet Megacrania och familjen Phasmatidae. Inga underarter finns listade i Catalogue of Life.